# Забайкальська гірська тундра
Забайкальська гірська тундра (ідентифікатор WWF: PA1112) — палеарктичний екорегіон тундри, розташований в горах Забайкалля та Далекого Сходу Росії.

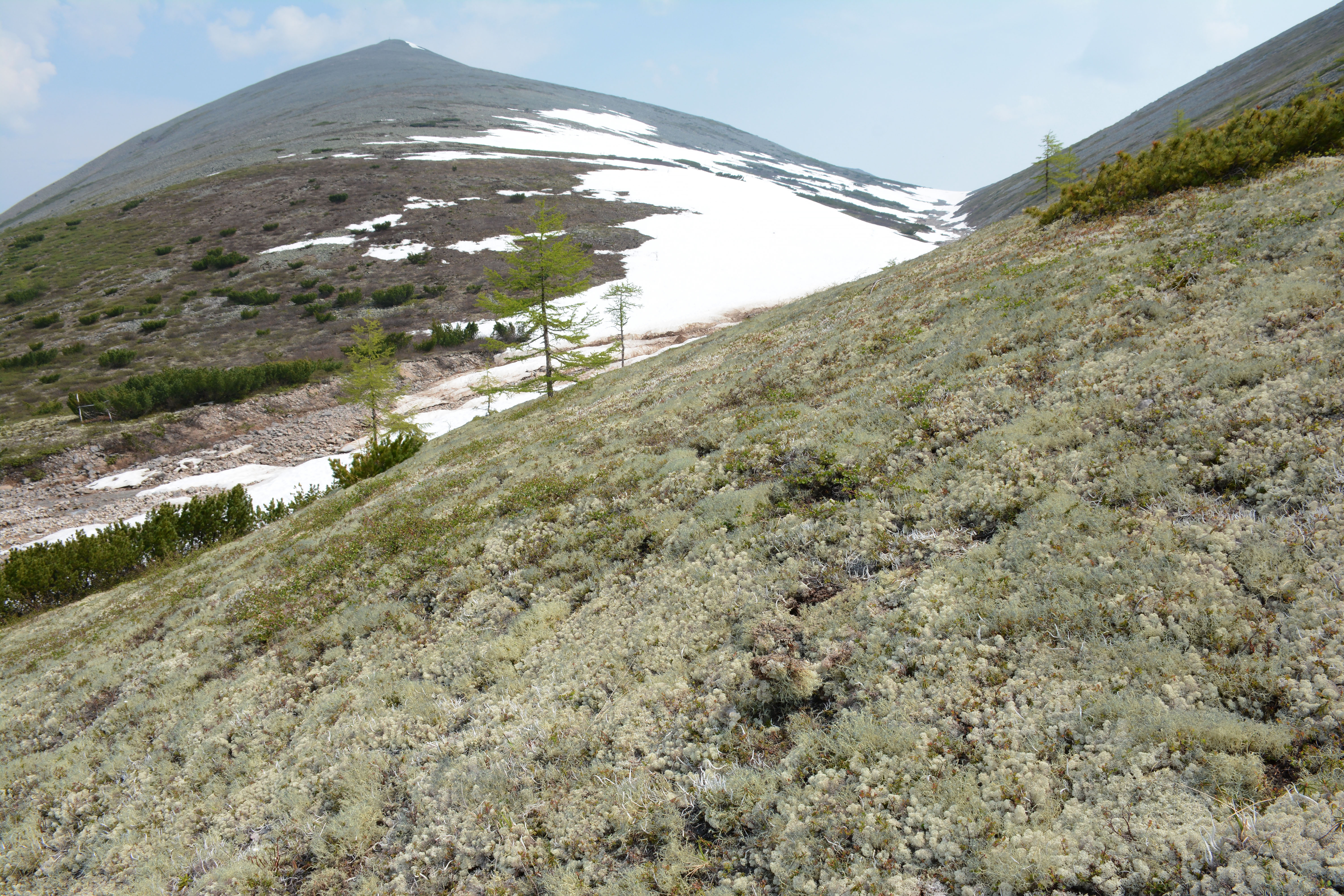
Гірська тундра Джугджурських гір

## Географія
Екорегіон забайкальської гірської тундри простягається на 1800 км із заходу на схід, від озера Байкал до Охотського моря. Він охоплює вершини гірських хребтів, розташовані на висоті понад 975 м над рівнем моря, зокрема вершини Баргузинського хребта, гір Кодар, Станового хребта, Алданського нагір'я, гір Джугджур та Буреїнського хребта. На більш низьких висотах поширена східносибірська тайга та охотсько-маньчжурська тайга. 

## Клімат
В межах екорегіону переважає субарктичний клімат (Dwc за класифікацією кліматів Кеппена), а на найвищих вершинах — тундровий клімат (ET за класифікацією Кеппена). В горах Кодар середні температури коливаються від -30 °C до 16 °C, а річка кількість опадів від 350 до 1200 мм. На узбережжі Охотського моря середні температури коливаються від -20 °C до 12 °C, а річна кількість опадів становить 364 мм, більшість з яких випадає з травня по листопад. У внутрішніх районах можуть спостерігатися температурні інверсії, коли температура повітря в долинах і низинах нижча, ніж у високогір'ях. Внаслідок впливу сибірського антициклона зими малосніжні, а глибина снігового покриву не перевищує 30 см. На гірських вершинах поширена багаторічна мерзлота.

## Флора і фауна
Вище верхньої межі тайги в горах регіону поширені карликові дерева і сланкі чагарники, зокрема кедровий сланець (Pinus pumila), зелена вільха (Alnus viridis), лохина (Vaccinium uliginosum), кущова береза (Betula fruticosa) та золотистий рододендрон (Rhododendron aureum). Ще вище, у гірській тундрі, ростуть мишохвостикові кобрезії (Kobresia myosuroides), гірські дріяди (Dryas octopetala), чотиригранні кассіопеї (Cassiope tetragona), рододендрони Редовського (Rhododendron redowskianum) та блакитні філлодоції (Phyllodoce caerulea), а також різноманітні подушкоподібні чагарники.
На високогірних луках ростуть холодостійкі види, зокрема двоцвіті фіалки (Viola biflora), волохатоцвіті дзвоники (Campanula dasyantha), азійська вовча лапа (Trollius asiaticus), скельний дягель (Angelica saxatilis) та густоцвітий ревінь (Rheum compactum). У вологих місцевостях в гірській тундрі росте камчатська осока (Carex soczavaeana), мох та пухівка (Eriophorum). На гірських вершинах (гольцях) зустрічаються великі кам'янисті ділянки та голі скелі. У захищених місцевостях зустрічаються мохи, зокрема дикран (Dicranum) та шерстистий скельник (Racomitrium lanuginosum), а також кущисті лишайники, зокрема сіра кладонія або ягель (Cladonia rangiferina), блідо-жовта алекторія (Alectoria ochroleuca), снігова цетрарія (Flavocetraria nivalis) та печінкова меланезія (Melanelia hepatizon). На відкритих скелях тонкий шар формують скельна андрєея (Andreaea rupestris) та кіркові лишайники, зокрема північні умбілікарії (Umbilicaria hyperborea), концентричні арктопармелії (Arctoparmelia centrifuga), географічні різокарпони (Rhizocarpon geographicum) та роздуті офіопарми (Ophioparma ventosa).
На висоті понад 2000 м над рівнем моря в гірській тундрі пасуться прудкі снігові барани (Ovis nivicola). В заростях сланких чагарників зустрічаються сибірські кабарги (Moschus moschiferus), які живляться лишайниками, особливо взимку. Ці тварини мають теплу шерсть і добре пересуваються по снігу. Також на вершинах гір регіону влітку зустрічаються популяції північних оленів (Rangifer tarandus), які шукають їжу в тундрі. На оленів полюють сибірські рисі (Lynx lynx wrangeli) та вовки (Canis lupus), Іншими хижаками регіону є звичайні росомахи (Gulo gulo). На високогірних луках зустрічаються колонії північних пискух (Ochotona hyperborea). Серед інших ссавців, що трапляються в регіоні, слід відзначити бурого ведмедя (Ursus arctos), горностая (Mustela erminea), соболя (Martes zibellina), чорноголового бабака (Marmota camtschatica), звичайного лося (Alces alces) та звичайну вивірку (Sciurus vulgaris). Вище верхньої межі лісу гніздяться гірські птахи, зокрема беркути (Aquila chrysaetos), білі куріпки (Lagopus lagopus), альпійські тинівки (Prunella collaris), звичайні сороки (Pica pica) та тайгові кукші (Perisoreus infaustus).

## Збереження
Оцінка 2017 року показала, що 16 794 км², або 8 % екорегіону, є заповідними територіями. Природоохоронні території включають: Вітімський заповідник, Буреїнський заповідник та Джугджурський заповідник.